# La Purísima, Pueblo Nuevo
La Purísima är en ort i Mexiko.   Den ligger i kommunen Pueblo Nuevo och delstaten Guanajuato, i den centrala delen av landet, 260 km nordväst om huvudstaden Mexico City. La Purísima ligger 1 717 meter över havet och antalet invånare är 224.
Terrängen runt La Purísima är en högslätt. Runt La Purísima är det tätbefolkat, med 257 invånare per kvadratkilometer. Närmaste större samhälle är Irapuato, 13,1 km norr om La Purísima. Trakten runt La Purísima består till största delen av jordbruksmark.